# Энергетика Польши
Энергетика Польши

## Обзор
В структуре производства первичной энергии почти 44,4 млн т нефтяного эквивалента (toe) или 3/4 составляет твердое органическое топливо. На природный газ, сырую нефть и нефтепродукты приходится соответственно 5,8 и 1,7 %. 
В структуре производства энергии преобладает генерация на традиционных энергоблоках, то есть ТЭС и ТЭЦ, работающих на каменном угле, ТЭС, работающих на буром угле, и ТЭЦ, работающих на природном газе.
Суммарная установленная производственная электрическая мощность на 31 декабря 2024 года составляла 72,8 ГВт, из которых 33,6 ГВт приходилось на возобновляемые источники энергии (46,2 %, большая часть их установленной мощности приходится на солнечную энергию, вторым по значимости источником является энергия ветра). Производство электроэнергии в Польше в августе 2022 года составило 14 016 ГВт⋅ч.
В Польше (энергетический сектор все ещё на 70 % основан на угле) для производства 1 кВт⋅ч электроэнергии необходимо выбрасывать 724 г CO2, что в три раза больше, чем в среднем по Европе (226 г CO2). Это одна из причин, по которым уровень цен на электроэнергию в Польше является самым высоким в ЕС (по данным Европейской комиссии, в третьем квартале 2020 года средняя цена на электроэнергию на оптовом рынке Польши составляла 52 евро за 1 МВт⋅ч, или на 60% больше, чем в среднем по Европе за этот период). Это означает гораздо более высокие сборы, которые польские компании должны платить за квоты на выбросы CO2. Они, в свою очередь, побили новый исторический рекорд в начале июля 2021 года (предыдущий был зафиксирован в середине мая 2021 года), достигнув почти 59 евро за тонну. Даже в начале 2018 года цены на квоты на выбросы колебались в районе нескольких евро за тонну.
Энергетическая зависимость Польши  по агрегированным группам энергоносителей и в целом в соответствии с данными Eurostat (на 27 января 2021 года) иллюстрируется следующей диаграммой:

Энергетическая зависимость Польши, 1990—2019 гг., проценты

Современное состояние энергетики страны иллюстрируется данными отдельных статей топливно-энергетического баланса (ТЭБ) Польши за 2019 год
| Таблица 1. Отдельные статьи ТЭБ Польши за 2019 г., тыс. т нефтяного эквивалента |                                |         |        |                |                                     |                |           |                |
| Энергоносители                                                                  | Производство первичной энергии | Экспорт | Импорт | Общая поставка | Конечное энергетическое потребление | Промышленность | Транспорт | Другие сектора |
| Электроэнергия                                                                  | --                             | 623     | 1536   | 913            | 12073                               | 4873           | 293       | 6907           |
| Теплоэнергия                                                                    | 22                             | --      | --     | 22             | 5577                                | 867            | --        | 4710           |
| Производные газов                                                               | --                             | --      | --     | --             | 451                                 | 451            | --        | --             |
| Природный газ                                                                   | 3427                           | 579     | 14643  | 16925          | 9323                                | 3910           | 388       | 5025           |
| Невозобновляемые отходы                                                         | 1065                           | --      | --     | 1065           | 820                                 | 815            |           | 5              |
| Ядерное тепло[прояснить]                                                        | --                             | --      | --     | --             | --                                  | --             | --        | --             |
| Сырая нефть и нефтепродукты (без биотоплива)                                    | 1009                           | 5426    | 36160  | 30222          | 25427                               | 906            | 21076     | 3446           |
| Сланец и битуминозный песок                                                     | --                             | --      | --     | --             | --                                  | --             | --        | --             |
| Торф и продукты из торфа                                                        | --                             | --      | --     | --             | --                                  | --             | --        | --             |
| Возобновляемые и биотопливо                                                     | 9470                           | 639     | 1095   | 9905           | 6418                                | 1871           | 1025      | 3522           |
| Твёрдое органическое топливо                                                    | 44353                          | 7431    | 10069  | 43841          | 9044                                | 2839           | 0         | 6205           |
| Всего                                                                           | 59345                          | 14698   | 63504  | 102893         | 69135                               | 16534          | 22782     | 29819          |
| Доля электроэнергии                                                             | --                             | 4,24%   | 2,42%  | --             | 17,46%                              | 29,47%         | 1,29%     | 23,16%         |

Пять крупнейших сетевых операторов страны: 
Innogy Stoen, 
Enea, 
Energa, 
Tauron Dystrybucja, 
PGE.
- Tauron Polska Energia[пол.] SA — группа предприятий, объединяющая компании из энергетического сектора, второе по величине в Польше после Польской энергетической группы (PGE); дочерние общества: Tauron Wydobycie[пол.] SA, Tauron Wytwarzanie SA, Tauron Ciepło, Tauron Ekoenergia[пол.], Tauron Dystrybucja SA и другие.

### Польская энергетическая стратегия до 2040 года
В 2018 году Министерство энергетики Польши представило обновленную программу энергетической стратегии до 2040 года (PEP2040).
Польская энергетическая стратегия является ответом на наиболее важные вызовы, стоящие перед энергетическим сектором Польши в ближайшие десятилетия, и определяет направления развития энергетического сектора с учётом задач, необходимых для реализации в краткосрочной перспективе. 
Реализация PEP2040 будет осуществляться по восьми направлениям деятельности в топливно-энергетическом секторе, разделенным на исполнительные задачи.
PEP2040 состоит из трёх этапов: 

I — собственно переход; 

II — энергетическая система с нулевым уровнем выбросов; 

III — хорошее качество воздуха.
В 2040 году более половины установленной мощности в Польше будет состоять из источников с нулевым уровнем выбросов. Особую роль в этом процессе сыграет внедрение морской ветроэнергетики в польскую энергосистему и ввод в эксплуатацию атомной электростанции. Это будут два новых стратегических направления, которые собираются развивать в Польше.

## Энергоносители
Польша обладает богатыми природными ресурсами ископаемых энергоносителей[каких?] (бурый уголь?).
Доказанные извлекаемые запасы природных энергоносителей Польши в соответствии с информацией U.S. Energy Information Administration (на декабрь 2015 г.) и данными EES EAEC оценивались в объёме 3,310 млрд тут (в угольном эквиваленте), в том числе 3,187 млрд тут или 96,3% — уголь. 
Доля страны в общемировых запасах несколько превышает 0,26 %. 
Однако, как это следует из энергетической зависимости и данных таблицы[какой?] 1 Польша является нетто-импортером сырой нефти, природного газа и, начиная с 2018 года, угля.
В 2019 г. Польша — нетто-импортер всех энергоносителей. Превышение импорта над экспортом всего 48,8 млн toe.

### Уголь
2010-е: Угольные шахты Польши оказались не в состоянии покрыть внутренний спрос (польские эксперты обвиняют в этом политику Евросоюза в области климата и энергетики), польские угольные компании не могут увеличить добычу настолько, чтобы покрыть запросы отечественных потребителей, даже несмотря на инвестиции.
Поэтому польские энергетические компании импортируют российский уголь, применяемый уже не только в теплоэнергетике, но даже и в электроэнергетике. Импорт угля в Польшу в 2018 году составил 18—19 млн тонн, из них 70 % — из России (в 2019 объём импорта российского угля достиг 20 миллионов тонн). 
Цена российского угля для Польши примерно на 15-20 % ниже, чем поставки из других стран, при этом Варшава предпринимает попытку отказаться от угля из России.

### Газ
В год Польша потребляет порядка 15—16 млрд кубометров газа.
5 млрд из них добываются в самой Польше; в 2010-х американские компании изучали запасы сланцевого газа, но коммерческих запасов не нашли и в итоге пришли к выводу, что добыча его в Польше нерентабельна.
Крупнейшим поставщиком газа для Польши (около 80 % в 2016 году; 69 % в 2018; 60 % в 2019; в 2020 — чуть меньше 60 %) ранее являлся «Газпром»; срок действия контракта PGNiG с «Газпромом» истекал в 2022 году, контракт был досрочно разорван Польшей в мае 2022 года.
На рубеже 2011—2012 гг. Польша начинает строительство СПГ-терминала в Свиноуйсьце (при этом, на момент начала строительства — США не производили СПГ, там не существовало ни одного СПГ-завода). Впоследствии, с конца 2015, на него из Катара прибывало по 1,1 млрд кубометров газа.
В октябре 2018 PGNiG подписала, по заявлению её главы Петра Вожняка, контракт с американской компанией Venture Global LNG, по которому в течение 20 лет она будет ежегодно получать из США по 2 млн тонн СПГ; подобный же контракт, в ноябре, — и с компанией Cheniere.
Страна запустила, в качестве альтернативы «Северному потоку — 2», собственный проект по строительству газопровода Baltic Pipe, который пролложен от польского побережья в Данию по дну Балтийского моря, а затем подключиля к норвежской газотранспортной сети. Baltic Pipe официально вступил в строй 27 сентября 2022 года.
Также, к 2022 г. построен магистральный газопровод в Литву GIPL, его строительство закончилось в октябре 2021 года, поставки по газопроводу начались 1 мая 2022 г.

## Электроэнергетика
Электроэнергия страны в основном (не менее 91 %) производится на тепловых электростанциях (ТЭС).
В топливном балансе ТЭС около 57 % составляют каменный уголь и углеводороды, а
порядка 34 % — бурый уголь.
Крупнейшим производителем электроэнергии является ТЭС «Белхатув», на которую приходится примерно 20 % годового производства электроэнергии в стране.
В 2007 году в Польше производилось 149,1 млрд кВт⋅ч электроэнергии, а потреблялось 129,3 млрд кВт⋅ч.
В 2008 году экспорт электричества составил 9,7 млрд кВт⋅ч, а импорт — 8,48 млрд кВт⋅ч.
Конечное энергетическое потребление — 69,1 млн toe. 
Уровень электрификации (доля электроэнергии) в конечном потреблении всего — 17,5 %, в промышленности — 29,5 %, транспорт — 1,3 % и другие сектора — 23,2 %.

## Атомная энергетика
см. Атомная энергетика по странам
В 1983 году  на севере страны началось строительство первой польской АЭС; планировалось установить четыре ядерных реактора ВВЭР-440 общей мощностью 1860 МВт. Однако спустя семь лет строительство атомной электростанции было приостановлено (см. Чернобыльская авария), с тех пор АЭС Жерновец находится в заброшенном состоянии.
В 2005 году министерством экономики и труда был разработан доклад «Энергетическая политика Польши до 2025 года», где частично затрагивалась проблема ядерной энергетики в стране, однако конкретных контуров атомной энергетической политики обозначено ещё не было. 

В 2009 году был принят новый программный документ «Энергетическая политика Польши до 2020 года», где "среди шести основных направлений развития энергетического сектора страны была отмечена необходимость диверсифицировать производство электроэнергии путем внедрения атомной энергии". Строительство новой атомной станции планировалось на месте бывшей АЭС Жерновец. Далее, в течение нескольких лет, разговоры об атомной энергетике хоть и носили частый и систематический характер, однако в практическую плоскость развитие мирного атома так и не перешло.
В 2018 году Министерство энергетики Польши представило обновленную программу энергетической стратегии до 2040 года; в программе атомная энергетика названа приоритетной и рассматривается и строительство новой атомной электростанции мощностью 4500 МВт.
В 2021 году польская госкорпорация KGHM Polska Miedz и американская частная NuScale Power заключили соглашение о разработке и строительстве в Польше ядерных реакторов малой мощности  (от одного до 12 модулей мощностью по 77 мегаватт каждый), на церемонии подписания присутствовал замминистр госактивов Польши Кароль Рабенда. Первый реактор, построенный в рамках этого соглашения, планируют запустить в 2029 году.
Также власти Польши заявляли что планируют построить шесть атомных энергоблоков общей мощностью 6-9 гигаватт, первый из них планируют запустить в районе Гданьского взморья в 2033 году.

## Гидроэнергетика
В 2024 году мощность гидроэнергетики составляла 2 347 МВт.

## Возобновляемая энергия
В 2024 году мощность возобновляемой энергетики составляла 32 423 МВт.

### Биогаз
В 2024 году мощность биогаза составила 276 МВт.

### Биоэнергетика
В 2024 году мощность биоэнергетики составляла 1 176 МВт.

### Ветроэнергетика
По состоянию на 31 января 2025 года мощность ветроэнергетики составляла 10 147,6 МВт.

### Солнечная энергетика
По состоянию на 31 января 2025 года мощность солнечной энергетики составляла 21 462,7 МВт.